# Rembrandtplein

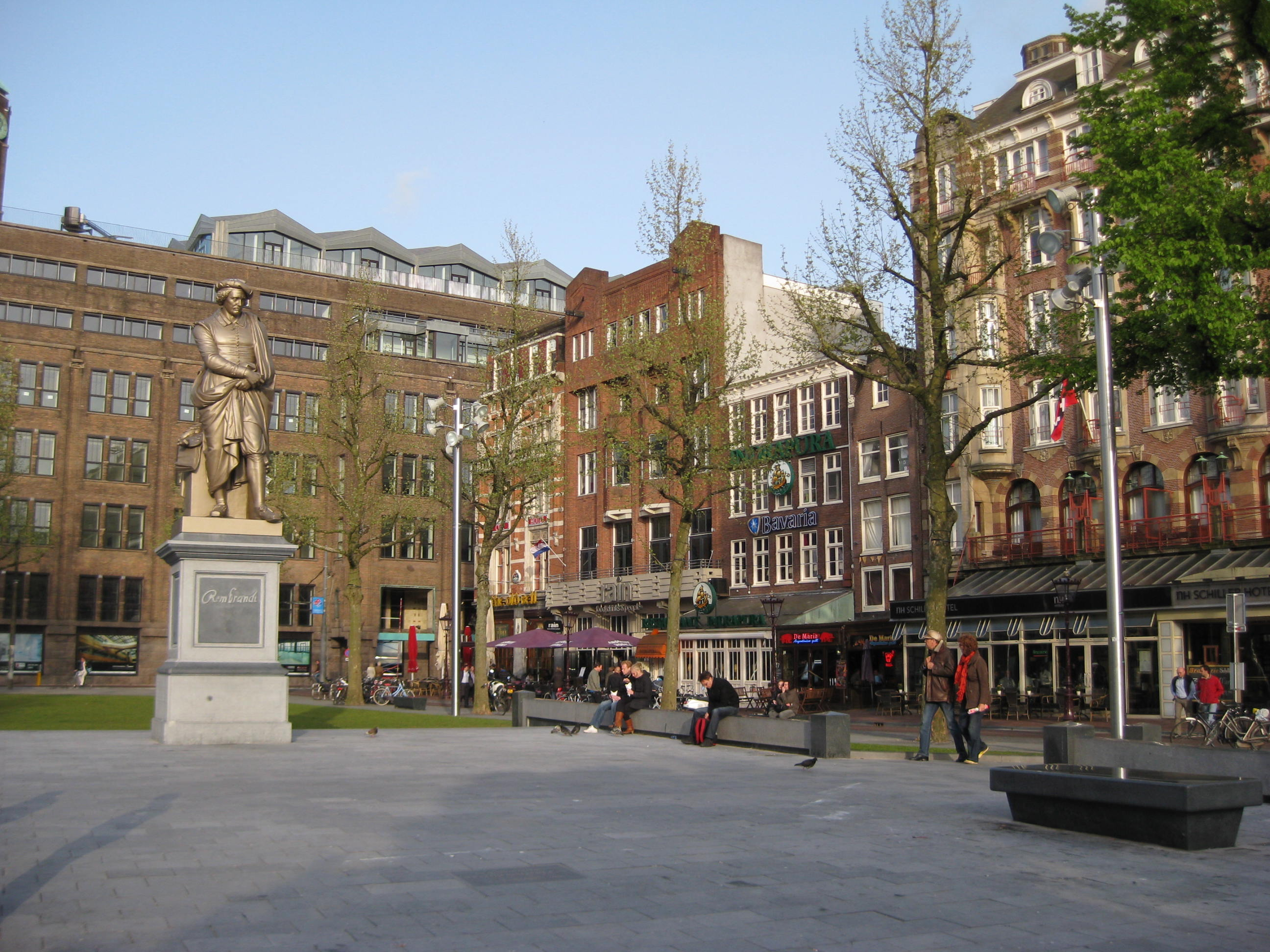
Rembrandtplein tras su renovación en 2009

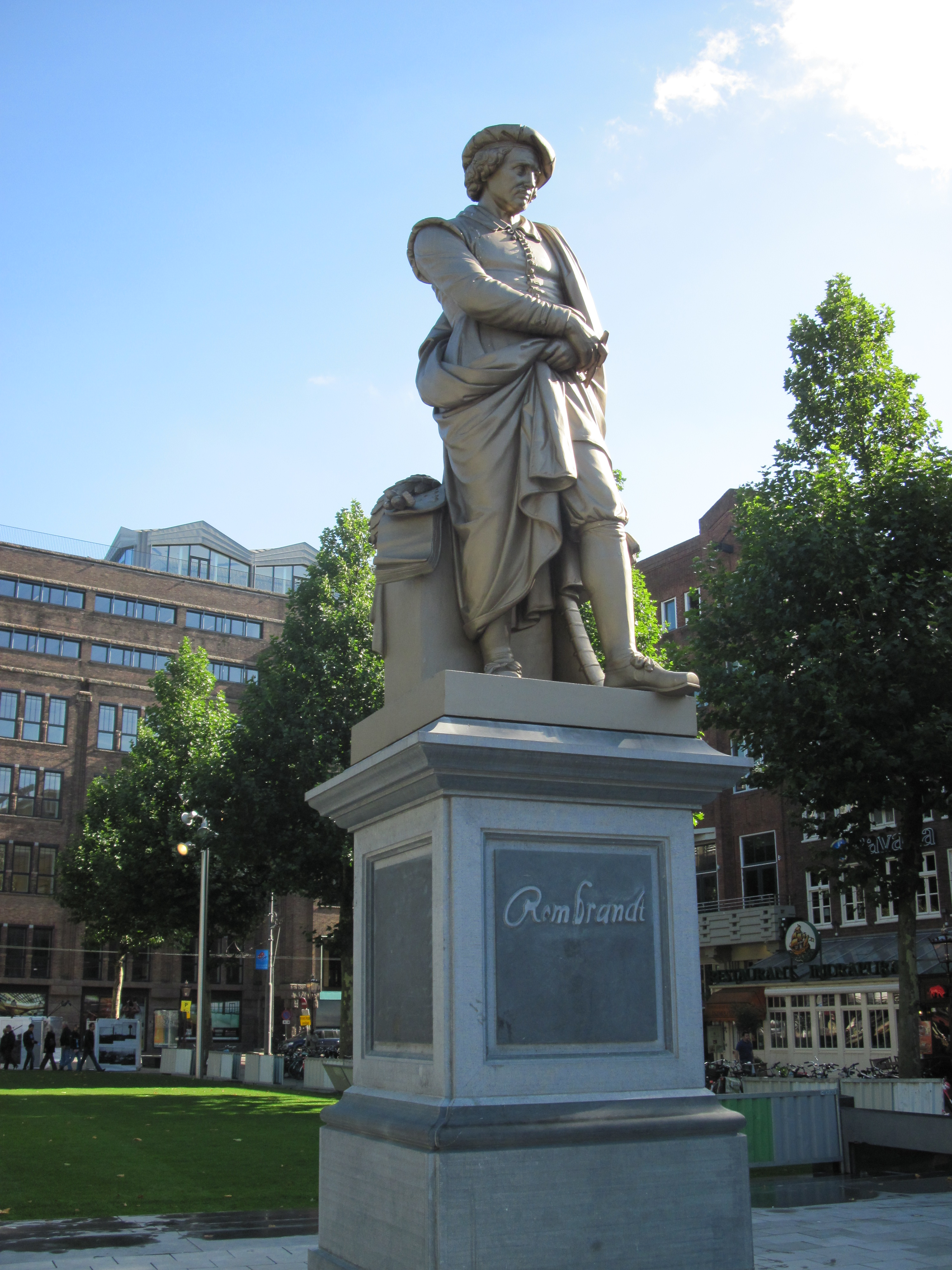
Estatua de Rembrandt en Rembrandtplein

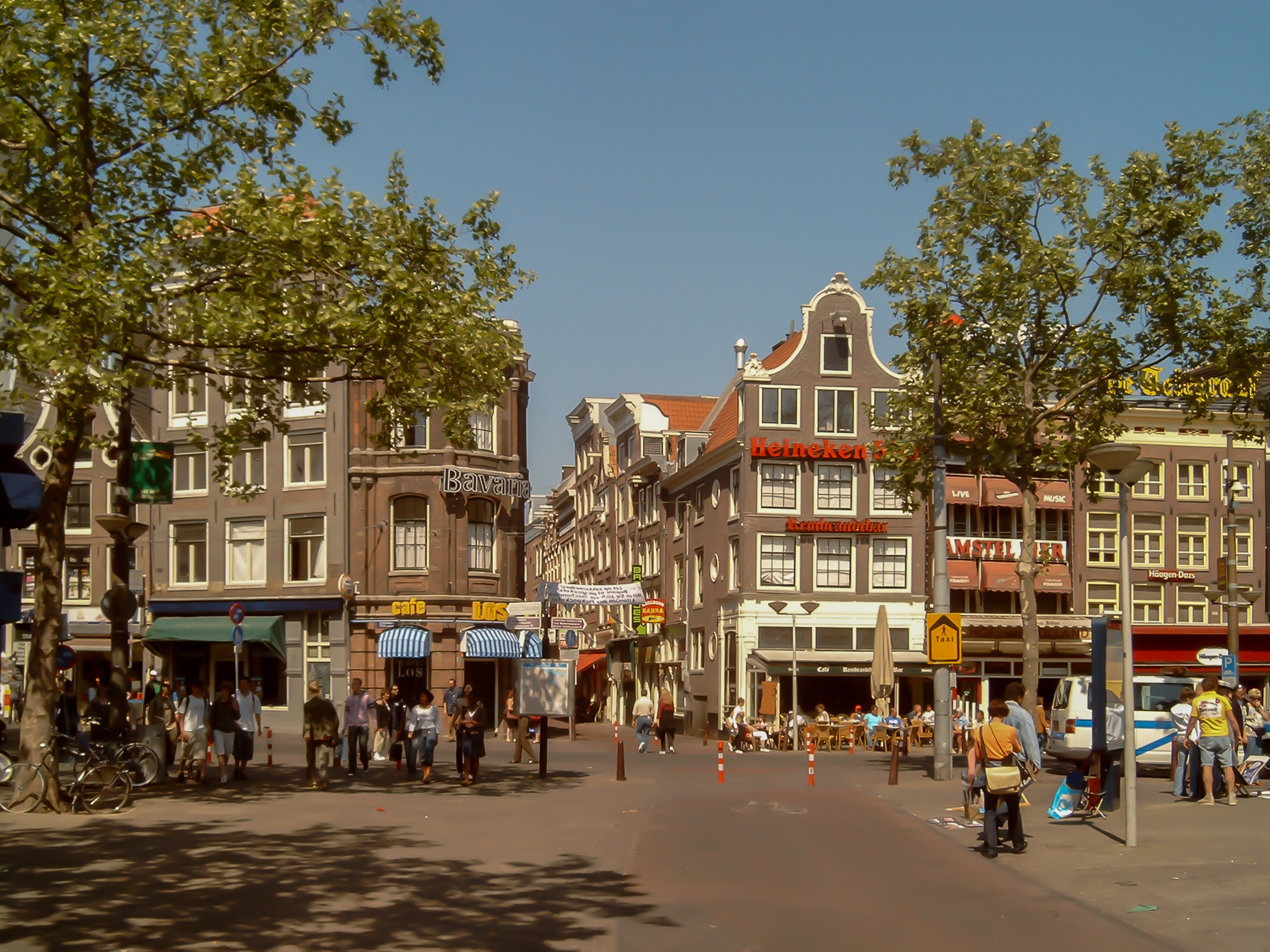
La Rembrandtplein

Rembrandtplein (Plaza Rembrandt) es una plaza situada en el centro de Ámsterdam, Países Bajos, denominada en honor al famoso pintor Rembrandt van Rijn quien vivió en una casa cerca de esta plaza entre 1639 y 1656.

## Historia
La plaza tiene sus orígenes en las murallas defensivas construidas en la Edad Media para proteger la ciudad. En la ubicación actual de Rembrandtplein había una Regulierspoort o puerta de entrada a la ciudad. En 1655, la ciudad se había expandido fuera de esta zona y comenzó a atraer granjeros que traían mantequilla, productos lácteos y avícolas para venderlos en la ciudad y se hizo conocida como Botermarkt o mercado de mantequilla. En 1668, Regulierspoort albergó un Waaggebouw o casa de pesaje. Cada otoño, la plaza alojaba una feria y los puestos de los granjeros eran sustituidos por orquestas de baile y carpas de circo. El mercado continuó con este nombre hasta 1876, cuando se trasladó una estatua de Rembrandt del escultor Louis Royer del perímetro al centro de la plaza, y se renombró Rembrandtplein (Plaza de Rembrandt).
A comienzos del siglo XX, la plaza se convirtió en un centro de pintores nocturnos, jóvenes y trabajadores. Para atender a estos visitantes, abrieron varios hoteles, cafeterías y lugares de entretenimiento en las calles adyacentes. La zona continúa siendo popular entre residentes y turistas.

## Alrededores
La calle está bordeada por Utrechtsestraat al este, Reguliersdwarsstraat al sur, Regulierbreestraat al norte y Halvemaansbrug al oeste. El mayor edificio de la plaza, en Utrechtsestraat, fue diseñado en 1926 por los arquitectos Bert Johan Ouëndag y Hendrik Petrus Berlage para ser la sede central del Amsterdamsche Bank, posteriormente ABN AMRO. ABN AMRO desocupó el edificio en 2002 y en 2011 reabrió como un edificio comercial y de oficinas llamado The Bank, con 25000 m² de espacio, tras una renovación de cinco años.
Thorbeckeplein, llamado en honor al político Johan Rudolf Thorbecke (1798–1872), es adyacente por el sur, y conduce a Herengracht.
Las líneas 4, 9 y 14 del tranvía recorren Regulierbreestraat y conectan Rembrandtplein con la Stopera, al noroeste cruzando el Blauwbrug (Puente Azul) sobre el Río Amstel, la Plaza Dam al noreste, y la Estación Central de Ámsterdam.

## Diseño
En diciembre de 2006, se instaló en la plaza una gran plantalla LCD interactiva. La pantalla mide 7,6 x 15 m, y, además de anuncios programados, permite que los transeúntes suban vídeos con un teléfono móvil con Bluetooth. En el momento de su instalación, la pantalla era la más grande de Europa con 114 m².
La estatua de Rembrandt fue realizada en 1852 por el escultor Louis Royer en hierro. Fue fundida de una pieza y es la estatua más antigua de Ámsterdam en un espacio público. El diseño actual de la plaza es el resultado de una renovación de €3,5 millones completada en diciembre de 2009. La estatua está sobre una base de granito gris que tiene una réplica de su firma. Se sitúa en el centro de la plaza, frente a una plaza pavimentada con granito gris a juego acentuado por jardineras, árboles y una pequeña fuente. El perímetro de la plaza está bordeado por hierba y árboles.

## La ronda de noche

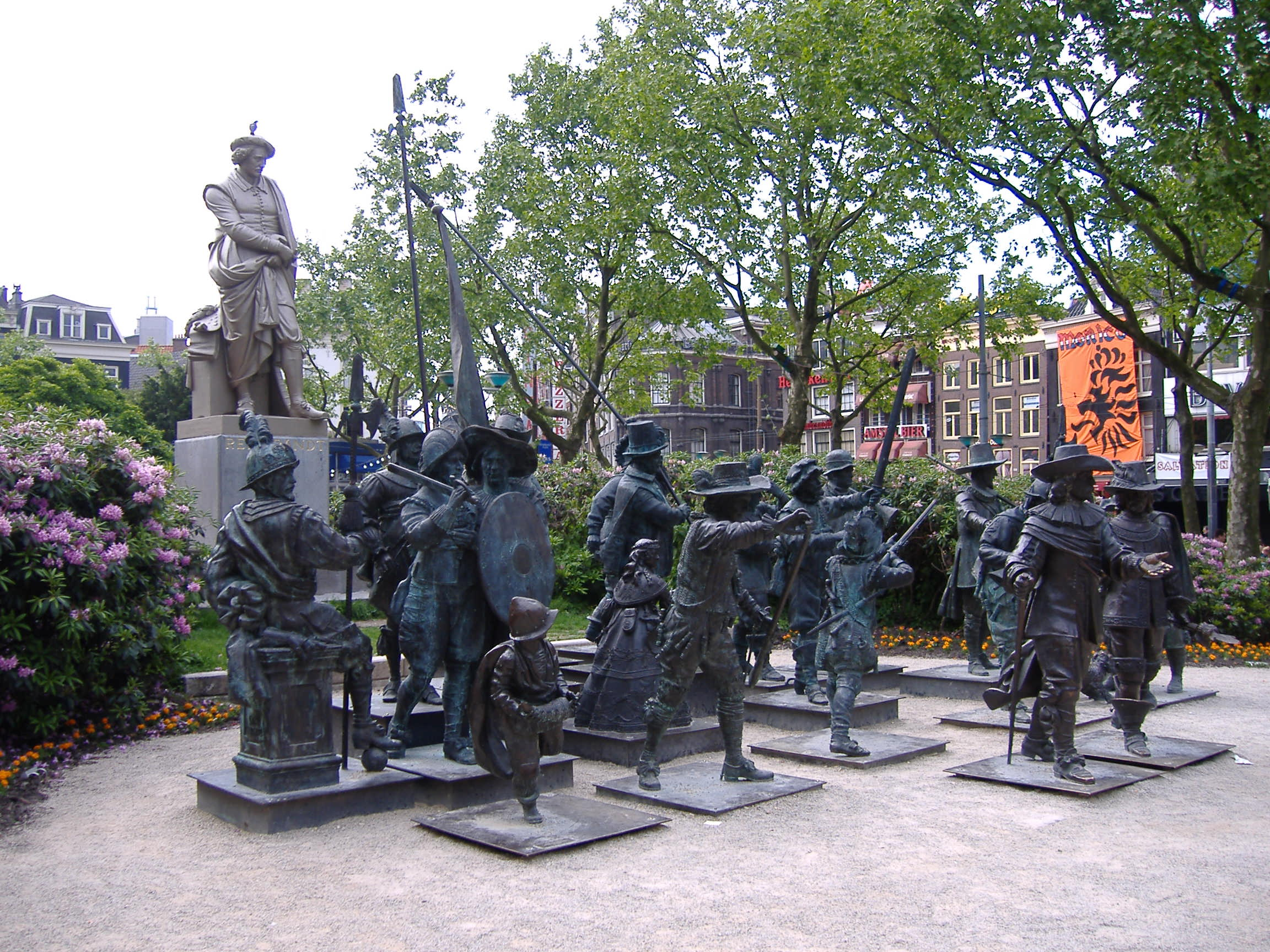
Las esculturas de La ronda de noche en 3D en Rembrandtplein en 2006-2009

Como parte de las celebraciones del 400.º aniversario del nacimiento del artista en 2006, se expuso alrededor de la estatua de Royer una representación de bronce de su cuadro más famoso, La ronda de noche, realizada por los artistas rusos Mijaíl Drónov y Alexander Taratýnov. Esta representación del famoso cuadro estuvo expuesta durante tres años antes de trasladarse a Nueva York, Moscú y Oranienbaum. En 2012, volvieron a la plaza donde sirven como un imán para los visitantes. En enero de 2013, la Fundación de Emprendedores de Rembrandtplein comenzó una recaudación de fondos para mantener las esculturas en la plaza durante todo el año.